# Fernando Birri
Fernando Birri est un réalisateur argentin, né le 13 mars 1925 à Santa Fe et mort le 27 décembre 2017 à Rome. Il est considéré comme le père du Nouveau cinéma latino-américain des années 1960,.

## Biographie
Après avoir étudié au Centro sperimentale di cinematografia de Rome au début des années 1950, où il s'imprègne du néoréalisme, il retourne à Santa Fe. Il y fonde la première école de cinéma documentaire d’Amérique latine, et y réalise son fameux court-métrage Tire dié, enquête sociale sortie en 1960, dont les célèbres images d'enfants miséreux courant le long d’un train en marche pour faire l’aumône aux passagers sont notamment reprises dans L'Heure des brasiers de Pino Solanas. Son premier long-métrage de fiction, Los inundados, à nouveau filmé dans le Litoral, obtient le prix du meilleur premier film à la Mostra de Venise 1962.
La dictature militaire contraint Fernando Birri à l'exil, en Italie puis à Cuba. En 1986, il fonde avec Gabriel García Márquez la prestigieuse Escuela Internacional de Cine y Televisión de San Antonio de los Baños, dont il est nommé directeur. À Cuba, il adapte une nouvelle du Prix Nobel colombien : Un señor muy viejo con unas alas enormes, en sélection officielle à la Mostra de Venise 1988. Il a également enseigné au Mexique et au Venezuela
Sa carrière, fondamentale pour l'essor du cinéma latino-américain, a été récompensée par plusieurs prix internationaux, tels en 2002 le Golden Gate Persistence of Vision Award du Festival international du film de San Francisco, et en 2010 une Colombe d'or du DOK Leipzig et un Condor d'argent pour l'ensemble de son œuvre et influence.
Humberto Rios, réalisateur de Fernando Birri, el utopico andante, définit ce cinéaste comme un « artiste de la Renaissance plongé au 21e siècle ».

## Filmographie partielle
- 1960 : Tire dié
- 1962 : Los inundados
- 1963 : La pampa gringa
- 1979 : Org
- 1988 : Un señor muy viejo con unas alas enormes